# Neolyubana
Neolyubana is een geslacht van vliesvleugeligen uit de familie Pteromalidae. De wetenschappelijke naam van dit geslacht is voor het eerst geldig gepubliceerd in 2006 door Sureshan.

## Soorten
Het geslacht Neolyubana is monotypisch en omvat slechts de volgende soort:
- Neolyubana noyesi Sureshan, 2006